# تيوما
تيوما Teoma باحوث (Search Engine)تم انشاؤه عام 2000، ويتسم بتحليل الروابط كغوغل ولكنه ينفرد عنها بانه يحلل الروابط في سياق المواضيع التي يرتبط بها فمثلا موقع عن كرة القدم قد يعلو شأنها إذا ارتبطت بها مواقع أخرى خاصة بكرة القدم.